# Campeonato Sudamericano de Voleibol Masculino de 2007
El Campeonato Sudamericano Masculino de Voleibol de 2007 fue la 27.a edición del torneo, organizado por la Confederación Sudamericana de Voleibol (CSV). Se llevó a cabo en Santiago de Chile, Chile, del 05 al 9 de septiembre de 2007. El campeón del evento clasificó a la Copa Mundial.

## Equipos participantes
- Argentina
- Brasil
- Chile
- Colombia
- Paraguay
- Perú
- Uruguay
- Venezuela

## Primera fase

### Grupo A
– Clasificados a la Semifinales. 
     – Pasan a disputar la clasificación del 5.º al 8.º lugar.

## Resultados

### Clasificación 5.º y 8.º lugar
|  | Semifinales | Semifinales |   |         | Final      | Final |  |
|  |             |             |   |         |            |       |  |
|  |             |             |   |         |            |       |  |
|  |             |             |   |         |            |       |  |
|  | Colombia    | 3           |   |         |            |       |  |
|  | Perú        | 1           |   |         |            |       |  |
|  |             |             |   |         |            |       |  |
|  |             |             |   |         |            |       |  |
|  |             |             |   |         | Colombia   | 1     |  |
|  |             | Paraguay    | 3 |         |            |       |  |
|  |             |             |   |         |            |       |  |
|  |             |             |   |         |            |       |  |
|  |             |             |   |         | 3.º puesto |       |  |
|  |             |             |   |         |            |       |  |
|  | Paraguay    | 3           |   | Uruguay | 3          |       |  |
|  | Uruguay     | 0           |   |         | Perú       | 2     |  |

### Resultados
| Fase          | Fecha    | Encuentro           | Resultado | Set   | Set   | Set   | Set   | Set   | Puntuación total |
| Fase          | Fecha    | Encuentro           | Resultado | 1     | 2     | 3     | 4     | 5     | Puntuación total |
| ------------- | -------- | ------------------- | --------- | ----- | ----- | ----- | ----- | ----- | ---------------- |
| 5° y 8° lugar | 08-09-07 | Colombia- Perú      | 3 - 1     | 25:17 | 25:17 | 22:25 | 25:21 |       | 97 - 80          |
| 5° y 8° lugar | 08-09-07 | Paraguay - Uruguay  | 3 - 0     | 25:23 | 25:21 | 25:21 |       |       | 75 - 65          |
| 7° lugar      | 09-09-07 | Uruguay - Perú      | 3 - 2     | 25:22 | 25:22 | 16:25 | 19:25 | 17:15 | 102 - 109        |
| 5° lugar      | 09-09-07 | Paraguay - Colombia | 3 - 1     | 23:25 | 25:18 | 25:22 | 25:21 |       | 98 - 86          |

## Fase final
|  | Semifinales | Semifinales |   |           | Final      | Final |  |
|  |             |             |   |           |            |       |  |
|  |             |             |   |           |            |       |  |
|  |             |             |   |           |            |       |  |
|  | Argentina   | 3           |   |           |            |       |  |
|  | Venezuela   | 2           |   |           |            |       |  |
|  |             |             |   |           |            |       |  |
|  |             |             |   |           |            |       |  |
|  |             |             |   |           | Argentina  | 0     |  |
|  |             | Brasil      | 3 |           |            |       |  |
|  |             |             |   |           |            |       |  |
|  |             |             |   |           |            |       |  |
|  |             |             |   |           | 3.º puesto |       |  |
|  |             |             |   |           |            |       |  |
|  | Brasil      | 3           |   | Venezuela | 3          |       |  |
|  | Chile       | 0           |   |           | Chile      | 0     |  |

### Resultados
| Fase      | Fecha    | Encuentro            | Resultado | Set   | Set   | Set   | Set   | Set   | Puntuación total |
| Fase      | Fecha    | Encuentro            | Resultado | 1     | 2     | 3     | 4     | 5     | Puntuación total |
| --------- | -------- | -------------------- | --------- | ----- | ----- | ----- | ----- | ----- | ---------------- |
| Semifinal | 08-09-07 | Argentina- Venezuela | 3 - 2     | 21:25 | 25:21 | 25:21 | 22:25 | 15:13 | 108 - 105        |
| Semifinal | 08-09-07 | Brasil - Chile       | 3 - 0     | 25:17 | 25:22 | 25:17 |       |       | 75 - 56          |
| 3° lugar  | 09-09-07 | Venezuela - Chile    | 3 - 1     | 25:23 | 17:25 | 25:20 | 25:20 |       | 92 - 88          |
| Final     | 09-09-07 | Brasil - Argentina   | 3 - 0     | 25:15 | 25:17 | 39:37 |       |       | 89 - 69          |

## Campeón
| Brasil            |
| Campeón           |
| Brasil 26° título |

## Posiciones finales
| Pos | Equipo    |
| --- | --------- |
|     | Brasil    |
|     | Argentina |
|     | Venezuela |
| 4   | Chile     |
| 5   | Paraguay  |
| 6   | Colombia  |
| 7   | Uruguay   |
| 8   | Perú      |

## Clasificados alMundial de Voleibol de 2007
| Bandera de Brasil | Bandera de Argentina |
| Brasil            | Argentina            |